# Фронтенак (Міннесота)
Фронтенак (англ. Frontenac) — переписна місцевість (CDP) в США, в окрузі Гудг'ю штату Міннесота. Населення — 249 осіб (2020).

## Географія
Фронтенак розташований за координатами 44°30′14″ пн. ш. 92°21′9″ зх. д. / 44.50389° пн. ш. 92.35250° зх. д. (44.503785, -92.352561).  За даними Бюро перепису населення США в 2010 році переписна місцевість мала площу 4,78 км², з яких 4,78 км² — суходіл та 0,01 км² — водойми.

## Демографія
Згідно з переписом 2010 року, у переписній місцевості мешкали 282 особи в 114 домогосподарствах у складі 78 родин. Густота населення становила 59 осіб/км².  Було 121 помешкання (25/км²).
Расовий склад населення:
| - 96,1 % — білих - 0,7 % — азіатів |

До двох чи більше рас належало 2,8 %. Частка іспаномовних становила 1,4 % від усіх жителів.
За віковим діапазоном населення розподілялося таким чином: 24,8 % — особи молодші 18 років, 60,7 % — особи у віці 18—64 років, 14,5 % — особи у віці 65 років та старші. Медіана віку мешканця становила 45,0 року. На 100 осіб жіночої статі у переписній місцевості припадало 125,6 чоловіків;  на 100 жінок у віці від 18 років та старших — 123,2 чоловіків також старших 18 років.
Середній дохід на одне домашнє господарство  становив 59 125 доларів США (медіана — 51 250), а середній дохід на одну сім'ю — 85 595 доларів (медіана — 68 750). За межею бідності перебувало 2,0 % осіб, у тому числі 0,0 % дітей у віці до 18 років та 7,4 % осіб у віці 65 років та старших.
Цивільне працевлаштоване населення становило 94 особи. Основні галузі зайнятості: виробництво — 37,2 %, освіта, охорона здоров'я та соціальна допомога — 23,4 %, мистецтво, розваги та відпочинок — 11,7 %, публічна адміністрація — 10,6 %.